# Resko (gmina)

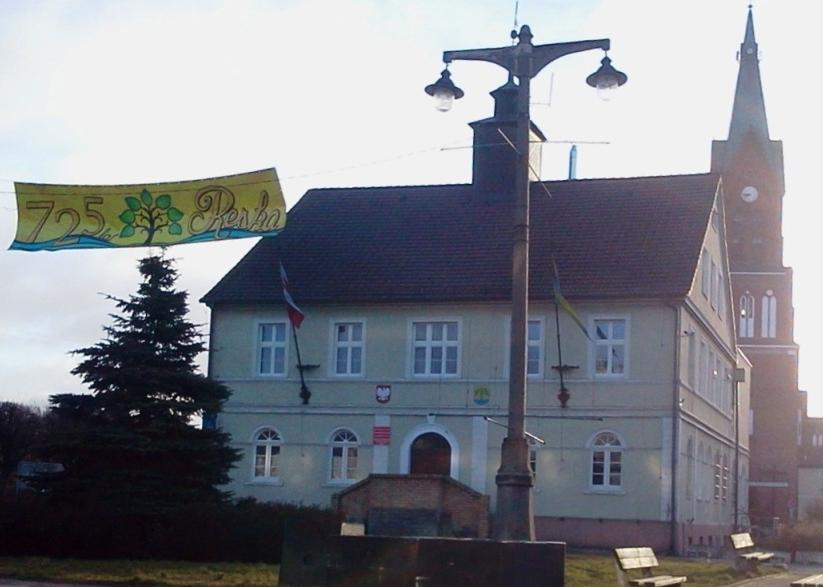
Bureau Municipal

Resko est une gmina mixte du powiat de Łobez, Poméranie occidentale, dans le nord-ouest de la Pologne. Son siège est la ville de Resko, qui se situe environ 24 km au nord-ouest de Łobez et 69 km au nord-est de la capitale régionale Szczecin.
La gmina couvre une superficie de 285,24 km2 pour une population de 8 117 habitants en 2016.

## Géographie
Outre la ville de Resko, la gmina inclut les villages de Bezmoście, Dorowo, Gardzin, Godziszewo, Gozdno, Iglice, Komorowo, Krosino, Łabuń Mały, Łabuń Wielki, Łagiewniki, Łosośnica, Łosośniczka, Lubień Dolny, Lubień Górny, Luboradz, Ługowina, Miłogoszcz, Mokronos, Mołstowo, Naćmierz, Orzeszkowo, Piaski, Policko, Porąbka, Potuliny, Prusim, Przemysław, Sąpólko, Sienno, Siwkowice, Słowikowo, Smólsko, Sosnówko, Sosnowo, Stara Dobrzyca, Stołążek, Święciechowo, Świekotki, Taczały, Trzaski et Żerzyno.
La gmina borde les gminy de Łobez, Nowogard, Płoty, Radowo Małe, Rymań, Sławoborze et Świdwin.